# White Bird (Idaho)
Pour les articles homonymes, voir White Bird (homonymie).
White Bird est une ville américaine située dans le comté d'Idaho, dans l'État du même nom. La ville est nommée en l'honneur du chef amérindien White Bird,.
Selon le recensement de 2010, White Bird compte 91 habitants. La municipalité s'étend sur 0,07 mille carré (0,18 km2).